# Something Special
Something Special es el trigesimosegundo álbum de Dolly Parton, que publicó en 1995. En este material discográfico graba por primera vez siete nuevas canciones de su autoría y actualiza tres clásicos de su repertorio: "Jolene", "The Seeker" y "I Will Always Love You", este último a dúo con Vince Gill. El tema alcanzó el puesto N° 15 en el Hot Country Singles & Tracks de Billboard.

## Canciones
Todas las canciones fueron escritas por Dolly con excepción de "Teach Me to Trust", que compuso con Gene Golden.
1. "Crippled Bird" - 3:44
2. "Something Special" - 3:05
3. "Change" - 3:40
4. "I Will Always Love You" - 3:17
  - a dúo con Vince Gill
5. "Green-Eyed Boy" - 3:53
6. "Speakin' of the Devil" - 3:15
7. "Jolene" - 3:42
8. "No Good Way of Saying Good-Bye" - 2:57
9. "The Seeker" - 3:03
10. "Teach Me to Trust" - 3:27